# 道の駅ごか
道の駅ごか（みちのえき ごか）は、茨城県猿島郡五霞町にある国道4号の道の駅である。

## 施設
所在する五霞町の産品や茨城県の名物、限定グッズの他にも、栃木県の名物である佐野ラーメンなども土産物として取り扱っている。レストランは特産品のローズポークを使ったメニューが豊富で、「ローズポークまん」が道の駅の名物である。
- 駐車場（普通車68台、大型車67台、身障者用2台）[1]
- トイレ（男：18、女：20、身障者：1）
- 公衆電話
- 情報館（9:00 - 19:00）
- 農産物直売所「わだい万菜（まんさい）」（9:00 - 19:00）
- 茨城物産品販売所（9:00 - 19:00）
- レストラン「華こぶし」（11:00 - 18:00[1]）
- ファーストフードコーナー（9:00 - 18:00）
- 交流広場
- 研修・会議室

## アクセス
- 国道4号[1]（新4号国道春日部古河バイパス） - 登録路線
  - 茨城県道268号西関宿栗橋線
  - 首都圏中央連絡自動車道 五霞インターチェンジ
ETC2.0の「賢い料金」社会実験の対象となっており、五霞インターチェンジ出場後に本道の駅に立ち寄り2時間以内に再流入すると通行料金がIC通過時と同料金となる。

- 路線バス
  - 公共交通でのアクセスは東武日光線南栗橋駅からのコミュニティバス「ごかりん号」があり、道の駅ごか敷地内に停留所が設置されている。

## 周辺
- 五霞町立五霞東小学校
- ごかみずべ公園